# Кокаури, Ушанги
Ушанги Кокаури (азерб. Uşangi Kokauri; род. 10 января 1992) — азербайджанский дзюдоист грузинского происхождения, выступающий в весовой категории свыше 100 кг. Член сборной Азербайджана по дзюдо. Серебряный призёр чемпионата мира 2018. Чемпион Азербайджана (2024). Представлял Азербайджан на летних Олимпийских играх 2016 в Рио-де-Жанейро и летних Олимпийских играх 2020 в Токио.

## Карьера
Ушанги Кокаури родился 10 января 1992 года. В 2009, 2010 и 2011 годах выигрывал юношеский чемпионат Грузии по дзюдо. В 2012 году завоевал бронзовую медаль на чемпионате Грузии среди взрослых.
В ноябре 2015 года на Кубке Океании в Вуллонгонге (Австралия) завоевал серебряную медаль. В этом же году стал бронзовым призёром Кубка Африки в Порт-Луи.
В феврале 2016 года завоевал бронзовую медаль на Кубке Европы в Праге и золотую — в Оберварте. В марте этого же года победил на Кубке Африки в Касабланке.
В апреле 2016 года стал бронзовым призёром чемпионата Европы в Казани в командном зачёте.
В мировом рейтинге на май 2016 года — 23-й.
В составе клуба Турции «Измир Беюкшехер Беледийеси» выиграл бронзовые награды командного чемпионата Турции.
В декабре 2024 года завоевал золотую медаль на чемпионате Азербайджана по дзюдо.